# Gare de Doische
La gare de Doische est une ancienne gare ferroviaire belge des lignes 138A, de Florennes à Givet et 156, d’Hermeton-sur-Meuse à Anor, située sur le territoire de la commune de Doische, dans la province de Namur, en Région wallonne.
Mise en service en 1862 par la Compagnie de l'Est belge et desservie à partir de 1864 par les trains de la Compagnie de Chimay, elle servait de gare frontalière pour les trains continuant vers Givet. La gare est fermée à tous trafics depuis 1954.

## Situation ferroviaire
Établie à 168 m d’altitude, la gare de Doische est située au point kilométrique (PK) 20,9 de la ligne 138a, de Florennes-Central à Givet (F) entre la halte de Gimnée et la gare de Givet ainsi qu’au PK 9,0 de la ligne 156, d’Hermeton-sur-Meuse à Mariembourg et Anor, entre la gare d'Agimont-Village et Gimnée.

## Histoire
Le projet d’une ligne de Florennes à la Meuse prolongeant une ligne partant près de Charleroi est évoqué pour la première fois en 1846 par la Société du chemin de fer de l'Entre-Sambre-et-Meuse qui se voit attribuer une telle concession, sans ambition de la réaliser étant donné qu’elle construit déjà le chemin de fer de Charleroi à Vireux, dans la vallée de la Meuse en France, ainsi qu’un embranchement vers Florennes. Ayant provisoirement réussi à étouffer la concurrence, elle renonce à ses droits sur la concession en 1852.
Toutefois, la Compagnie du chemin de fer de Morialmé à Châtelineau réalise finalement une première étape sous la forme d'un chemin de fer industriel évacuant la production d'une mine de fer à partir de 1855. Par le jeu d’une fusion avec la Compagnie du chemin de fer de Charleroi à Louvain, elle devient la Compagnie de l'Est belge obtient en 1860 la concession de chemin de fer en direction de Florennes et Givet ; un accord passé avec la Compagnie des chemins de fer des Ardennes confie à cette dernière les travaux de construction de la section de Givet à Doische.
La ligne de Florennes à Doische ainsi que de nouvelles sections entre Châtelineau et Florennes sont inaugurées le 23 juin 1862. Le même mois, la Compagnie du chemin de fer de Chimay reçoit en concession une ligne de Mariembourg à la Meuse (Hastière) qui compléterait à point nommé le chemin de fer de Mariembourg à Momignies qu'elle exploite déjà. En effet, la compagnie française des Chemins de fer du Nord peut espérer l’utiliser comme maillon entre la ligne Paris - Soissons - Anor qu’elle est en train de construire et celle de Givet à Namur via Dinant que sa filiale du Nord - Belge est sur le point d’inaugurer.
Le 30 mars 1864, la section de Doische à Mariembourg est inaugurée, suivie en 1866 par celle de Doische à Hermeton-sur-Meuse où elle se connecte avec la ligne de Dinant. Empêchée de reprendre la Compagnie de Chimay, le Nord financera néanmoins du matériel roulant et des tarifs préférentiels. L’achèvement de la ligne à son autre extrémité (Momignies-Anor) est néanmoins retardée par la guerre de 1870 et le trafic très lucratif des voyageurs et les marchandises internationales ne se manifestera jamais dans les proportions escomptées. Doische jouera donc le rôle de petite gare frontalière à la croisée de deux lignes secondaires. La gare possédait deux voies à quai, des locaux pour la douane et plusieurs voies de garage dont une partie était affectée aux marchandises à dédouaner. La gare servait de lieu d'échanges avec les trains de la Compagnie de Chimay et des Chemins de fer de l'Est, exploitant notamment la ligne de Givet à Charleville-Mézières.
Entre-temps, en 1864, la Compagnie de l’Est belge a fusionné avec sa rivale de l’Entre-Sambre-et-Meuse qui rejoint plusieurs sociétés actives dans les Flandres et les Pays-Bas pour donner naissance au Grand Central Belge. Jusqu’au rachat par l’État de cet empire ferroviaire en 1897, le trafic ira croissant mais celui des marchandises internationales entre Charleroi et la France favorisera la ligne construite par la Société de l’Entre-Sambre-et-Meuse, au profil plus facile car s’appuyant sur les vallées. Les Chemins de fer de l'État belge, future SNCB, réaliseront une série d’améliorations mais leur choix se portera sur la ligne de Charleroi à Vireux pour les mêmes raisons. La Compagnie de Chimay est finalement nationalisée en 1948.
La même année, la SNCB choisit de démonter la section de Doische à Givet de la ligne 138A, qui ne voyait plus passer le moindre train. La fermeture simultanée des lignes Hermeton - Mariembourg et Doische - Florennes aux voyageurs en 1954 provoque la fermeture totale de cette section de la ligne 156, dont les rails sont arrachés en 1978.
Sur la ligne 138A, les seuls trains de marchandises continuent à desservir Doische jusque dans les années 1960, lorsque le service entre Merlemont et Doische est supprimé. Une industrie des environs de Doische[Quoi ?] ayant manifesté son intérêt, la SNCB renouvelle la voie  mais le retour des trains de marchandises jusque Doische ne se manifestera pas. La voie est finalement démontée en 1984.

## Patrimoine ferroviaire
Le bâtiment des voyageurs d’origine a été reconverti en hébergement de vacances dans les années 1960. Avec la disparition des dernières voies, la vaste plaine a été utilisée comme pré et plusieurs unités additionnelles ont été ajoutées au complexe de logements.
Construit avec une structure à colombages apparents côté quai et couverts de crépi ailleurs, il s’agit d’un édifice sans étage de douze travées sous un toit à deux croupes avec au centre de chaque façade longitudinale un fronton décoratif, peut-être prévu pour contenir une horloge.
La plupart des annexes, réalisées en brique selon le style de l’Est belge, ont disparu mais un de ces bâtiments est toujours visible en 2021 à proximité de l’ancien passage à niveau.